# USS Whale (SS-239)
USS Whale (SS-239) là một tàu ngầm lớp Gato từng phục vụ cùng Hải quân Hoa Kỳ trong Chiến tranh Thế giới thứ hai. Nó là chiếc tàu chiến đầu tiên của Hải quân Hoa Kỳ được đặt cái tên này, theo tên loài cá voi. Nó đã phục vụ trong suốt Thế chiến II, thực hiện tổng cộng mười một chuyến tuần tra, đánh chìm chín tàu Nhật Bản với tổng tải trọng 57.716 tấn. Được cho ngừng hoạt động sau khi xung đột chấm dứt vào năm 1946, con tàu cuối cùng bị bán để tháo dỡ vào năm 1960. Whale được tặng thưởng mười một Ngôi sao Chiến trận do thành tích phục vụ trong Thế Chiến II.

## Thiết kế và chế tạo
Lớp tàu ngầm Gato được thiết kế cho mục đích một tàu ngầm hạm đội nhằm có tốc độ trên mặt nước cao, tầm hoạt động xa và vũ khí mạnh để tháp tùng hạm đội chiến trận. Con tàu dài 311 ft 9 in (95,02 m) và có trọng lượng choán nước 1.525 tấn Anh (1.549 t) khi nổi và 2.424 tấn Anh (2.463 t) khi lặn. Chúng trang bị động cơ diesel dẫn động máy phát điện để cung cấp điện năng cho bốn động cơ điện, đạt được công suất 5.400 shp (4.000 kW) khi nổi và 2.740 shp (2.040 kW) khi lặn, cho phép đạt tốc độ tối đa 21 hải lý trên giờ (39 km/h) và 9 hải lý trên giờ (17 km/h) tương ứng. Tầm xa hoạt động là 11.000 hải lý (20.000 km) khi đi trên mặt nước ở tốc độ 10 hải lý trên giờ (19 km/h) và có thể hoạt động kéo dài đến 75 ngày và lặn được sâu tối đa 300 ft (90 m).
Lớp tàu ngầm Gato được trang bị mười ống phóng ngư lôi 21 in (530 mm), gồm sáu ống trước mũi và bốn ống phía phía đuôi tàu, chúng mang theo tối đa 24 quả ngư lôi. Vũ khí trên boong tàu gồm một hải pháo 3 inch/50 caliber, và thường được tăng cường một khẩu pháo phòng không Bofors 40 mm nòng đơn và một khẩu đội Oerlikon 20 mm nòng đôi, kèm theo súng máy .50 caliber và .30 caliber. Tiện nghi cho thủy thủ đoàn bao gồm điều hòa không khí, thực phẩm trữ lạnh, máy lọc nước, máy giặt và giường ngủ cho hầu hết mọi người, giúp họ chịu đựng cái nóng nhiệt đới tại Thái Bình Dương cùng những chuyến tuần tra kéo dài đến hai tháng rưỡi.
Whale được đặt lườn tại Xưởng hải quân Mare Island ở Vallejo, California vào ngày 28 tháng 6, 1941. Nó được hạ thủy vào ngày 14 tháng 3, 1942, được đỡ đầu bởi bà A. D. Denny, phu nhân của Đại tá Hải quân A. D. Denny, và được cho nhập biên chế cùng Hải quân Hoa Kỳ vào ngày 1 tháng 6, 1942 dưới quyền chỉ huy của Hạm trưởng, Thiếu tá Hải quân John B. Azer.

## Lịch sử hoạt động

### 1942
Sau khi hoàn tất việc trang bị, Whale bắt đầu chạy thử máy từ ngày 30 tháng 7, 1942. Nó được tàu khu trục Kilty (DD-137) hộ tống rời San Francisco, California vào ngày 4 tháng 8, đi đến San Diego, California hai ngày sau đó, và hoạt động huấn luyện tại vùng biển ngoài khơi San Diego và San Francisco từ ngày 30 tháng 7 đến ngày 9 tháng 9. Sau khi sửa chữa sau chạy thử máy, nó rời San Francisco vào ngày 23 tháng 9 để hướng sang quần đảo Hawaii, đi đến Trân Châu Cảng bốn ngày sau đó.

#### Chuyến tuần tra thứ nhất
Khởi hành từ Trân Châu Cảng vào ngày 9 tháng 10 cho chuyến tuần tra đầu tiên, Whale đi ngang qua Midway để hướng sang vùng biển ngoài khơi chính quốc Nhật Bản, đi đến khu vực eo biển Kii vào ngày 25 tháng 10. Nó tiến hành rải một bãi thủy lôi sát bờ biển, mà tài liệu thu được sau chiến tranh cho biết đã đánh chìm được năm tàu đối phương. Sang ngày hôm sau, nó phóng một loạt ba quả ngư lôi đánh chìm một tàu chở hàng lớn, rồi sau đó lại đánh trúng ngư lôi vào một tàu chở hàng khác khiến đối thủ buộc phải mắc cạn trên bờ biển để tránh bị đắm. Từ ngày 27 đến ngày 29 tháng 10, chiếc tàu ngầm chuyển sang tuần tra lối ra vào eo biển Bungo. Sang ngày 30 tháng 10, nó phát hiện hai tàu buôn được một tàu phóng lôi hộ tống, và quyết định tấn công khi phóng hai quả ngư lôi vào mỗi tàu đối phương, nhưng chỉ có một quả trúng đích. Tàu phóng lôi đối phương quay lại truy lùng nó trong suốt 17 giờ tiếp theo, thả nhiều mìn sâu khiến chiếc tàu ngầm bị hư hại đáng kể.
Quay trở về Trân Châu Cảng, Whale được sửa chữa từ ngày 10 tháng 11, 1942 đến ngày 2 tháng 1, 1943.

### 1943

#### Chuyến tuần tra thứ hai
Trong chuyến tuần tra thứ hai từ ngày 3 tháng 1 đến ngày 2 tháng 2, 1943 tại vùng biển quần đảo Marshall, Whale đi đến khu vực Wotje và Kwajalein vào ngày 10 tháng 1, rồi chuyển sang tuần tra dọc tuyến hàng hải giữa Kwajalein với Truk vào ngày 13 tháng 1. Nó đuổi theo một mục tiêu suốt 117 nmi (217 km) trước khi vào vị trí thuận lợi và phóng một loạt bốn quả ngư lôi, trúng đích ba quả và đánh chìm chiếc tàu buôn Iwashiro Maru (3.559 tấn) trong vòng sáu phút ở vị trí khoảng 40 nmi (74 km) về phía Bắc Kwajalein, tại tọa độ 09°54′B 167°07′Đ / 9,9°B 167,117°Đ.

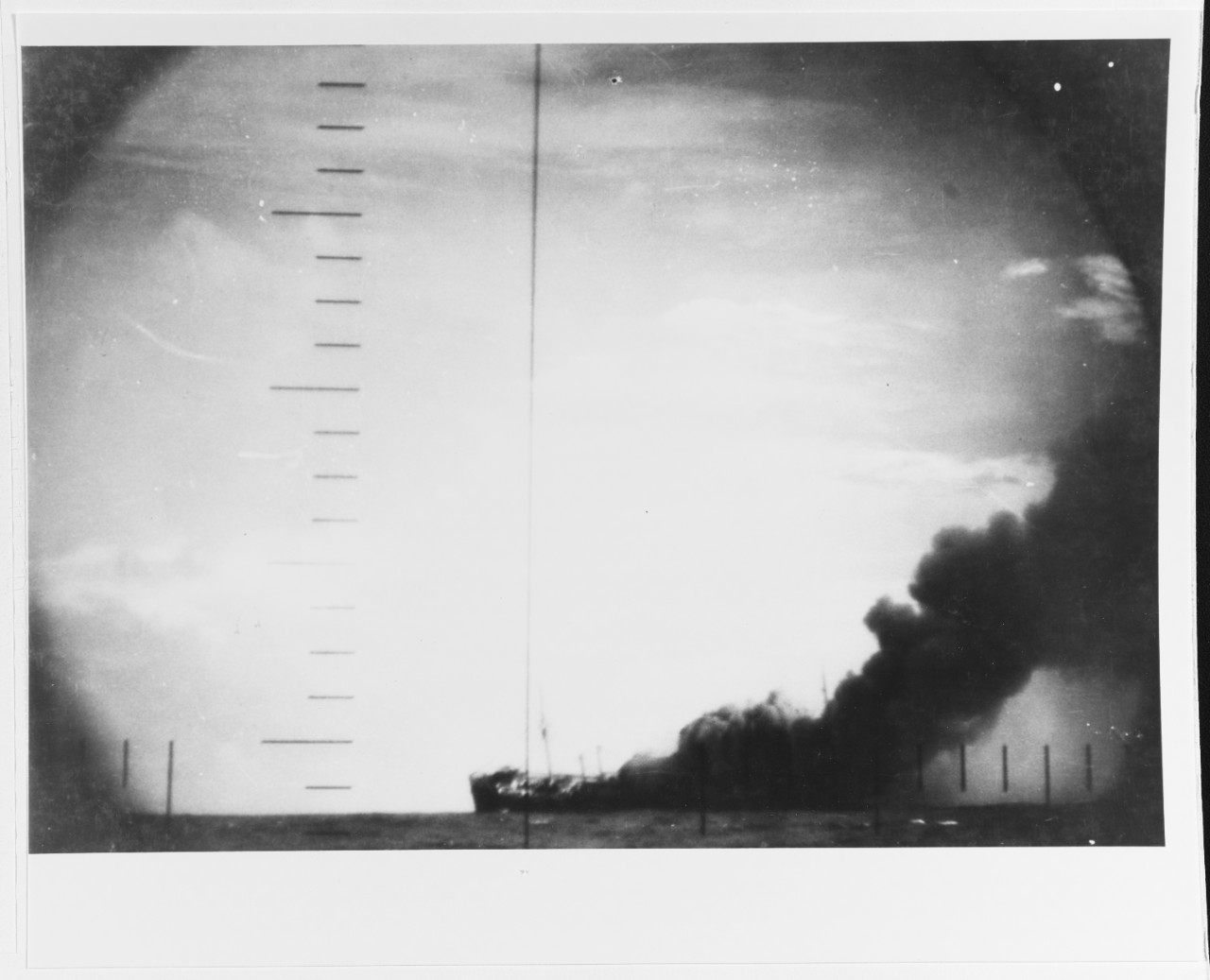
Ảnh chụp qua kính tiềm vọng tàu buôn Heiyo Maru bốc cháy và đang chìm sau khi trúng ngư lôi của USS Whale

Tiếp tục tuần tra dọc theo tuyến hàng hải giữa Truk và chính quốc Nhật Bản cho đến ngày 17 tháng 1, Whale phát hiện một tàu chở hành khách đang vận chuyển binh lính tiếp viện. Nó phóng chín quả ngư lôi vào đối phương, đánh trúng tám quả và đánh chìm được chiếc Heiyo Maru (9.816 tấn) về phía Đông Bắc Truk, tại tọa độ 10°13′B 151°27′Đ / 10,217°B 151,45°Đ. Trong những ngày tiếp theo nó hoạt động tại khu vực quần đảo Caroline, và đang khi tuần tra trên tuyến hàng hải giữa Truk và chính quốc Nhật Bản vào đêm 25 tháng 1, nó phóng một loạt ba quả ngư lôi vào một mục tiêu nhưng chỉ trúng đích một quả. Tàu chở dầu Syoyo Maru đã bắn pháo hiệu cầu cứu, và chiếc tàu ngầm bị hư hại nhẹ bởi một loạt mìn sâu do một tàu hộ tống nhắm vào nó.
Chiều tối ngày 26 tháng 1, Whale phát hiện một tàu hơi nước ở khoảng cách 16 nmi (30 km); nó tiếp cận và tấn công với một quả ngư lôi vào một mục tiêu, nhưng quả ngư lôi lại tịt ngòi. Đến sáng hôm sau, nó lần lượt phóng bốn quả ngư lôi vào cùng mục tiêu này nhưng đều không kích nổ cho dù trúng đích; rồi các quả ngư lôi thứ năm và thứ sáu đều chịu cùng số phận, và đối thủ bắt đầu phản công khi thả mìn sâu nhắm vào chiếc tàu ngầm. Whale phóng nốt quả ngư lôi cuối cùng, lần này đánh trúng phía giữa tàu ngày sau ống khói chiếc Shoan Maru (5.624 tấn), khiến đối thủ chết đứng giữa biển. Cho dù Whale được ghi công đã đánh chìm tàu đối phương, Shoan Maru thực ra được kéo đến Saipan và mắc cạn tại đây. Chiếc tàu ngầm kết thúc chuyến tuần tra khi về đến Midway và được tái trang bị cho đến ngày 16 tháng 2.

#### Chuyến tuần tra thứ ba
Lên đường vào ngày 28 tháng 2 cho chuyến tuần tra thứ ba tại vùng biển quần đảo Mariana, Whale đi đến ngoài khơi Tanapag Harbor, Saipan vào ngày 10 tháng 3 để bắt đầu hoạt động dọc tuyến đường hàng hải giữa Mariana và chính quốc Nhật Bản. Vào chiều tối ngày 19 tháng 3, nó bắt gặp hai tàu buôn lớn được một tàu khu trục hoặc tàu phóng lôi hộ tống. Nó phóng ba quả ngư lôi nhắm vào mỗi chiếc tàu buôn, đánh trúng cả hai khiến một chiếc, có thể là Mogamigawa Maru, bị chìm và chiếc kia bị hư hại. Tuy nhiên nó không thể xác nhận kết quả do bị tàu hộ tống phản công, và sau đó tiếp tục bị máy bay ném bom. Tiếp tục tuần tra dọc theo các tuyến hàng hải giữa Mariana với Kobe và Tokyo, vào chiều tối ngày 22 tháng 3, nó phát hiện ba tàu buôn vừa rời Tanapag Harbor. Nó đi đến vị trí thuận lợi để tấn công vào sáng hôm sau và phóng hai loạt ba quả ngư lôi vào mỗi chiếc tàu buôn, trúng đích hai quả vào mỗi mục tiêu. Kenyo Maru (6.486 tấn) nổ tung và đắm chỉ sau bốn phút; chiếc tàu buôn còn lại hư hại nặng, bốc cháy nhưng tiếp tục nổi cho dù trúng thêm một quả ngư lôi từ Whale.
Trong hai ngày tiếp theo, Whale lại tuần dọc theo các tuyến Kobe-Saipan và Nhật Bản-Truk. Nó theo đuổi một tàu chở hàng trong suốt ngày 25 tháng 3 và phóng tổng cộng bảy quả ngư lôi nhưng không quả nào trúng đích. Ba ngày sau đó nó lại phóng ba quả ngư lôi vào một tàu chở hàng nhỏ, nhưng đối phương cơ động né tránh được. Con tàu khởi hành vào ngày 31 tháng 3 để quay trở về căn cứ, ghé đến Midway vào ngày 6 tháng 4 để tiếp nhiên liệu, và về đến Trân Châu Cảng vào ngày 11 tháng 4. Nó được tái trang và thực hành huấn luyện cho đến đầu tháng 5.

#### Chuyến tuần tra thứ tư
Bắt đầu chuyến tuần tra thứ tư từ Trân Châu Cảng vào ngày 5 tháng 5, Whale ghé đến Midway bốn ngày sau đó để sửa chữa các hệ thống thủy lực và radar trước khi tiếp tục chuyến tuần tra vào ngày 10 tháng 5. Con tàu hướng đến một vị trí khoảng 30 nmi (56 km) về phía Đông đảo Wake, có mặt lúc 05 giờ 00 ngày 16 tháng 5 để dẫn đường cho một phi đội máy bay ném bom B-24 Liberator Không lực đến ném bom hòn đảo này. Nó hoàn thành nhiệm vụ và hướng đến khu vực Saipan cho dù bị máy bay đối phương ném bom tấn công. Từ ngày 20 đến ngày 24 tháng 5, nó tuần tra tại các tuyến đường giữa Nhật Bản, Truk và Saipan, và hoạt động trinh sát một căn cứ tàu ngầm hiện diện tại đảo Rota, nhưng đã không tìm thấy.
Đi đến Guam vào ngày hôm sau, Whale phát hiện ba tàu đối phương neo đậu tại Apra Harbor, được bảo vệ bởi rạn san hô ngầm. Nó phục kích bên ngoài cảng, theo dõi một chiếc pháo hạm phụ trợ và chờ đợi cho đến lúc thuận tiện, và đến 00 giờ 14 phút ngày đã phóng ngư lôi đánh trúng Shoei Maru (3.580 tấn), khiến đối thủ nổ tung và đắm chỉ trong vòng bốn phút, tại vị trí khoảng 17 nmi (31 km) về phía Tây Bắc đảo Rota, tại tọa độ 14°17′B 144°54′Đ / 14,283°B 144,9°Đ. Đến ngày 5 tháng 6, Whale phóng bốn quả ngư lôi nhắm vào một tàu tiếp liệu thủy phi cơ và ghi được ba quả trúng đích, nhưng đối phương chỉ bị hư hại và lết được trở về cảng. Cùng lúc đó, một tàu hộ tống đã phản công lại chiếc tàu ngầm, buộc nó phải lặn sâu để né tránh.
Sau ba ngày tiếp tục tuần tra tại khu vực Saipan, Whale lên đường vào ngày 8 tháng 6 để đi đến hoạt động tại tuyến đường giữa Nhật Bản và Truk. Vào ngày hôm sau, nó phát hiện hai tàu buôn được các tàu hộ tống bảo vệ, và đã phóng ba quả ngư lôi nhắm vào mỗi chiếc tàu buôn, rồi bồi thêm ba quả nữa nhắm vào chiếc thứ hai. Cho dù nghe được nhiều vụ nổ chứng tỏ mục tiêu đã bị đánh trúng và hư hại, chiếc tàu ngầm không thể xác nhận được kết quả của cuộc tấn công. Nó quay trở về căn cứ, ghé đến Midway vào ngày 17 tháng 6 trước khi về đến Trân Châu Cảng vào ngày 21 tháng 6, nơi con tàu được tái trang bị.

#### Chuyến tuần tra thứ năm
Trong chuyến tuần tra thứ năm, Whale ghé đến Midway để được tiếp thêm nhiên liệu trước khi lại tuần tra trên tuyến đường giữa chính quốc Nhật Bản và Truk. Tại vùng biển về phía Đông quần đảo Bonin, thời tiết xấu gây nhiều khó khăn và những hư hại nhẹ cho con tàu, đặc biệt là hư hỏng ắc quy dự trữ điện. Vào ngày 8 tháng 8, nó phát hiện một tàu chở máy bay, và hai quả ngư đánh trúng đã khiến Naruto Maru (7.148 tấn) bị đắm về phía Tây Bắc quần đảo Mariana, tại tọa độ 24°12′B 142°52′Đ / 24,2°B 142,867°Đ. Tàu khu trục Asanagi tháp tùng hộ tống đã phản công, buộc chiếc tàu ngầm phải lặn sâu để cơ động né tránh trước khi tiếp tục tuần tra dọc tuyến đường Tokyo-Truk, khu vực Bonin và biển Hoa Đông từ ngày 9 đến ngày 19 tháng 8.
Vào ngày 20 tháng 8, Whale mắc phải một cơn bão kéo dài ba ngày, và những hư hại tiếp tục làm suy giảm lượng điện dự trữ trong ắc quy. Tại một vị trí cách 20 hải lý (37 km) về phía Tây Kusakaki Shima vào ngày 24 tháng 8, nó đánh chặn một đoàn tàu vận tải đang hướng sang Nagasaki, phóng một loạt bốn quả ngư lôi và nghe thấy các vụ nổ, nhưng không thể xác nhận kết quả và không thể tiếp tục truy đuổi do đang ở gần Nagasaki và tình trạng điện trong ắc quy. Trên đường quay trở về Midway, nó trông thấy hai tàu chở hàng lớn và một tàu khu trục hộ tống, và đã phóng một loạt ba quả ngư lôi phía mũi và thêm một quả phía đuôi, nhưng tất cả đều bị trượt. Sau khi ghé đến Midway qua đêm vào ngày 2 tháng 9, nó tiếp tục hành trình và đi đến Trân Châu Cảng vào ngày 7 tháng 9. Một giai đoạn đại tu con tàu được tiếp nối, kéo dài cho đến ngày 7 tháng 12.

### 1944

#### Chuyến tuần tra thứ sáu
Trong chuyến tuần tra thứ sáu từ ngày 25 tháng 12, 1943 đến ngày 3 tháng 2, 1944, Whale đều xuất phát và kết thúc tại Midway. Trong hai tuần lễ, nó tuần tra dọc tuyến đường hàng hải Tokyo-Truk, Minami Tori-shima, và các khu vực Mariana, Ryūkyū và Bonin. Nó nhận được tin tức từ tàu ngầm Seawolf (SS-197) vào ngày 14 tháng 1, cho biết một đoàn tàu vận tải đối phương đang hướng đến khu vực của Whale, và Seawolf đã tiêu hết số ngư lôi còn lại đánh chìm một tàu chở dầu. Seawolf tiếp tục theo dấu đoàn tàu, và Whale phát hiện mục tiêu qua radar vào ngày 16 tháng 1. Nó phóng một loạt ba quả ngư lôi đánh chìm được chiếc Denmark Maru (5.869 tấn) tại vị trí khoảng 400 nmi (740 km) về phía Đông Nam Okinawa, ở tọa độ 23°09′B 135°14′Đ / 23,15°B 135,233°Đ. Đoàn tàu chỉ còn lại một tàu buôn đơn độc đang di chuyển xuống phía Nam, bị Seawolf tấn công bằng hải pháo nhưng không thành công. Whale tấn công mục tiêu cuối cùng này với bốn quả ngư lôi phía mũi và ghi được một quả trúng đích, nhưng chưa đủ kết liễu được đối phương cho đến khi phóng bồi thêm một quả ngư lôi phía đuôi trúng vào ngay giữa tàu, khiến Tarushima Maru (4.865 tấn) đắm ở tọa độ 22°50′B 135°40′Đ / 22,833°B 135,667°Đ.
Whale tiếp tục tuần tra tại các khu vực quần đảo Mariana và Bonin từ ngày 18 đến ngày 23 tháng 1, đến ngày 24 tháng 1, nó bắt gặp một tàu ngầm đối phương và tìm cách cơ động tấn công, nhưng bị đe dọa bởi một vụ hỏa hoạn tại phòng bơm khiến phòng chỉ huy bị ngập khói, buộc nó phải trồi lên mặt nước. Hai ngày sau đó nó bắt đầu cạn nhiên liệu, nên lên đường quay trở về Midway, đến nơi vào ngày 3 tháng 2. Một trường hợp bị thương khiến con tàu tiếp tục quay trở về Trân Châu Cảng, nơi nó được tái trang bị cho đến khi quay trở lại Midway vào ngày 13 tháng 3.

#### Chuyến tuần tra thứ bảy
Lên đường từ Midway vào ngày 14 tháng 3 cho chuyến tuần tra thứ bảy, Whale đi đến điểm hẹ gặp gỡ tàu ngầm Pollack (SS-180) vào ngày 23 tháng 3, và bắt đầu tuần tra dọc tuyến hàng hải về phía Đông Tori Shima và quần đảo Bonin. Nó đổi hướng hai ngày sau đó, băng qua quần đảo Tokara để tiến vào biển Hoa Đông từ ngày 29 tháng 3 và tuần tra ngoài khơi bờ biển phía Tây đảo Kyūshū, bao gồm Quelpart và Ikeshima. Vào ngày 8 tháng 4, nó phóng ngư lôi tàu chở hàng Honan Maru (5.401 tấn) không được hộ tống ngoài khơi bờ biển Tây Bắc Kyūshū, tại tọa độ 33°45′B 128°42′Đ / 33,75°B 128,7°Đ, khiến mục tiêu nổ tung và đắm trong vòng 15 giây. Chín ngày sau đó, nó bắt gặp hai tàu khu trục nhỏ hay tàu phóng lôi nhưng không thể tiếp cận mục tiêu. Nó hướng khu vực Nagasaki và tuần tra cho đến ngày 23 tháng 4, khi nó bị tàu tuần tra đối phương phát hiện ở cách 12 nmi (22 km) về phía Đông Asuseki Shima; chiếc tàu ngầm phải đổi hướng và đi hết tốc độ để thoát khỏi sự truy đuổi. Rời khỏi khu vực quần đảo Bonin, nó được tàu hộ tống khu trục Fair (DE-35) hộ tống tiến vào vũng biển Majuro vào ngày 3 tháng 5, nơi nó kết thúc chuyến tuần tra và được tái trang bị.

#### Chuyến tuần tra thứ tám
Sẵn sàng cho chuyến tuần tra tiếp theo, Whale được tàu khu trục Cassin (DD-372) hộ tống rời Majuro vào ngày 28 tháng 5. Nó tách khỏi lực lượng hộ tống vào ngày hôm sau và hướng đến các đảo chính quốc Nhật Bản. Đến ngày 7 tháng 6, chiếc tàu ngầm bắt gặp một đoàn tàu vận tải đang di chuyển trong đội hình hai hàng dọc song song; cột mạn trái bao gồm hai tàu chở hàng và cột mạn phải gồm bốn chiếc, tất cả được ba tàu vũ trang hộ tống. Lựa chọn mục tiêu lớn nhất, Whale phóng một loạt ba quả ngư lôi, rồi thêm một loạt ba quả ngư lôi nữa vào một mục tiêu thứ hai. Hai quả ngư lôi đã trúng đích và đánh chìm chiếc Shinroku Maru (2.857 tấn). Cùng lúc đó một quả ngư lôi cũng đánh trúng và gây hư hại cho chiếc Sugiyama Maru (4379 tấn) ở vị trí về phía Đông Bắc quần đảo Bonin, tại tọa độ 31°06′B 142°34′Đ / 31,1°B 142,567°Đ. Ngay lập tức các tàu hộ tống đã phản công bằng mìn sâu, buộc chiếc tàu ngầm phải lặn xuống né tránh và chuyển hướng về phía Đông Nam. Sugiyama Maru sống sót và được kéo quay trở lại cảng Yokosuka, trong khi phần còn lại của đoàn tàu vận tải tiếp tục hành trình đi Saipan.
Từ ngày 12 tháng 6 đến ngày 4 tháng 7, Whale tuần tra ngoài khơi bờ biển phía Nam Nhật Bản, phát hiện nhiều máy bay tuần tra và một tàu bệnh viện. Nó trồi lên mặt nước vào ngày 5 tháng 7 để bắt đầu hành trình quay trở về Midway, đến nơi vào ngày 11 tháng 7. Nó tiếp tục chuyến đi vào ngày hôm sau để hướng về quần đảo Hawaii, đi đến Trân Châu Cảng bốn ngày sau đó. Một đợt tái trang bị và sửa chữa kéo dài cho đến ngày 12 tháng 8, và sau đó chiếc tàu ngầm trải qua một giai đoạn huấn luyện.

#### Chuyến tuần tra thứ chín
Whale lên đường vào ngày 24 tháng 8 cho chuyến tuần tra thứ chín, khi Đô đốc William Halsey yêu cầu một lực lượng tàu ngầm đáng kể hình thành nên vành đai trinh sát giữa phía Tây quần đảo Caroline và Philippines, phục vụ cho chiến dịch Stalemate nhằm chiếm quần đảo Palau. Chín tàu ngầm đã hình thành nên ba "bầy sói" dưới sự chỉ huy chung của Đại tá Hải quân Charles W. Wilkins trên tàu ngầm Seahorse (SS-304). Bản thân Whale và Segundo (SS-398) tham gia cùng Seahorse trong "bầy sói" mang biệt danh "Bears Pit".Whale đi đến Tanapag Harbor, Saipan vào ngày 3 tháng 9 để tiếp thêm nhiên liệu, rồi lên đường để gặp gỡ tàu ngầm Barbero (SS-317) vào ngày 8 tháng 9 tại vị trí khoảng 45 nmi (83 km) về phía Đông đảo Samar, Philippines. Trong tám ngày tiếp theo, nó sửa chữa khẩn cấp và tuần tra, huấn luyện, và lặn khẩn cấp để né tránh máy bay đối phương.
Khu vực tuần tra của "bầy sói" "Bear Pit" được chuyển đến phía Đông Nam Đài Loan vào ngày 17 tháng 9, và Whale đến nơi vào ngày 20 tháng 9. Bốn ngày sau, nó lại được điều đến khu vực phía Bắc biển Đông, và đi đến vùng biển giữa Luzon, Đài Loan và Trung Quốc vào ngày 25 tháng 9. Hai ngày sau đó, nó lẩn tránh một tàu tuần tra, và gặp gỡ Seahorse vào ngày 29 tháng 9 trước khi chuyển đến khu vực tuần tra mới về phía Tây Nam Đài Loan. Trong eo biển Luzon vào ngày 6 tháng 10, nó phát hiện một đoàn tàu vận tải với ít nhất chín chiếc, bao gồm hai tàu chở dầu và hai tàu khu trục. Loạt sáu quả ngư lôi phóng ra đã trúng đích chiếc tàu chở dầu, khiến Akane Maru (10.241 tấn) đắm về phía Tây eo biển Balintang, tại tọa độ 19°40′B 118°05′Đ / 19,667°B 118,083°Đ. Sau đó chiếc tàu ngầm phải lặn xuống để né tránh 34 quả mìn sâu phản công từ các tàu hộ tống. Cùng lúc đó Seahorse cũng đánh chìm một tàu khu trục đang cứu vớt những người sống sót.
Sang ngày hôm sau, Whale được lệnh kéo dài chuyến tuần tra và gặp gỡ các tàu ngầm Aspro (SS-309) và Cabrilla (SS-288) tại khu vực Tây Bắc Luzon lần lượt trong các ngày 9 và 10 tháng 10. Nó bị máy bay tuần tra đối phương quấy nhiễu vào ngày 16 tháng 10, rồi được lệnh đi sang khu vực tuần tra mới phía cực Nam quần đảo Ryūkyū đề phòng hạm đội Nhật Bản xuất phát nhằm đối phó cuộc đổ bộ lên Philippines. Hạm đội đối phương không xuất hiện, và quay trở về Midway vào ngày 29 tháng 10.

#### Chuyến tuần tra thứ mười
Lên đường vào ngày 21 tháng 11 cho chuyến tuần tra thứ mười, Whale đi đến khu vực quần đảo Ryūkyū vào ngày 4 tháng 12, và hoạt động ngoài khơi quần đảo này cho đến hết năm 1944. Vào ngày 22 tháng 12, nó bắt gặp tám máy bay hai động cơ cùng ba tàu đánh cá, đã phóng bốn ngư lôi vào các tàu đánh cá nhưng bị trượt, rồi rời khỏi khu vực. Sang ngày hôm sau, đang lúc đi ngầm ở khoảng 12 nmi (22 km) về phía Đông Nam Nakanoshima, nó phát hiện bốn tàu đánh cá, nên đã trồi lên mặt nước và tấn công bằng hải pháo; tất cả các mục tiêu bị đánh chìm sau hơn một giờ.
Trong các ngày 4 và 5 tháng 1, 1945, Whale cùng với tàu chị em Kingfish (SS-234) tìm kiếm không có kết quả một bè cứu sinh với 11 người sống sót từ một đội bay B-29 Superfortress bị bắn rơi. Biển động mạnh và tầm nhìn kém đã làm hạn chế sự tìm kiếm, và đội bay đã không liên lạc được qua tần số khẩn cấp. Đến ngày 6 tháng 1, con tàu được lệnh quay về căn cứ, về đến Trân Châu Cảng ngang qua Midway vào ngày 15 tháng 1. Whale tiếp tục quay về vùng bờ Tây, đi đến Xưởng hải quân Mare Island để được đại tu vào ngày 26 tháng 1.

### 1945

#### Chuyến tuần tra thứ mười một
Sau khi hoàn tất công việc, Whale quay trở lại Trân Châu Cảng ngang qua San Francisco, California, nhưng khi đến nơi nó phải sửa chữa hệ thống thủy lực mất một tháng. Nó bắt đầu chuyến tuần tra thứ mười một từ ngày 15 tháng 6, thực hành huấn luyện trên đường đường hướng sang quần đảo Mariana, và đi đến Saipan vào ngày 21 tháng 6. Con tàu tuần tra trên tuyến hàng hải giữa Nhật Bản và đảo Wake cho đến ngày 30 tháng 6, rồi đi đến Guam vào ngày 6 tháng 7, và xuất phát từ đây để làm nhiệm vụ tìm kiếm và giải cứu. Từ ngày 8 đến ngày 23 tháng 7, nó tuần tra tìm kiếm và giải cứu tại khu vực quần đảo Nanpō, Mariana và eo biển Bungo, và trong giai đoạn này đã giải cứu 15 thành viên các đội bay.
Whale sau đó tuần tra về phía Đông Okinoshima vào ngày 30 tháng 7 khi biển động mạnh. Đến ngày 4 tháng 8, nó tuần tra ngầm trong eo biển Bungo, và bốn ngày sau đó đã gặp gỡ tàu ngầm Dragonet (SS-293) để tiếp đón một phi công được cứu vớt. Sang ngày 9 tháng 8, nó lại tiếp nhận 16 thành viên các đội bay cùng một bệnh nhân từ tàu ngầm Blackfish (SS-221), rồi lên đường vào ngày 11 tháng 8 để quay về Midway, có ghé qua Saipan để tiếp nhiên liệu. Nó đi đến Saipan vào ngày 14 tháng 8, một ngày trước khi Nhật Bản chấp nhận đầu hàng, giúp chấm dứt vĩnh viễn cuộc xung đột. Nó cùng tàu ngầm Scabbardfish (SS-397) tiếp tục hành trình hướng về Hawaii, đi đến Trân Châu Cảng vào ngày 25 tháng 8.

### 1945 - 1960
Rời Trân Châu Cảng vào ngày 30 tháng 8, Whale đi đến vùng kênh đào Panama vào ngày 14 tháng 9 để chuyển sang vùng bờ Đông, đi đến thành phố New York vào ngày 23 tháng 9. Sang tháng 10, nó đi lên phía Bắc, ngang qua Newport, Rhode Island để đến Boston, Massachusetts vào ngày 23 tháng 9, nơi chiếc tàu ngầm tham gia những lễ hội nhân ngày Hải quân. Nó quay trở lại Căn cứ Tàu ngầm Hải quân New London tại New London, Connecticut vào ngày 30 tháng 10 để chuẩn bị ngừng hoạt động.
Whale được cho xuất biên chế vào ngày 1 tháng 6, 1946, và được đưa về Hạm đội Dự bị Đại Tây Dương, neo đậu tại New London, Connecticut. Nó được kéo đến Portsmouth, New Hampshire vào ngày 8 tháng 4, 1948.
Whale tạm thời được kích hoạt lại từ ngày 14 tháng 11 đến ngày 14 tháng 12, 1956 để thay thế cho chiếc Tarpon (SS-175). Nó rời New London vào ngày 12 tháng 1, 1957, và được cho tái biên chế khi đi đến New Orleans, Louisiana vào ngày 22 tháng 1. Chiếc tàu ngầm xuất biên chế lần sau cùng vào tháng 9, 1957, rồi rút tên khỏi danh sách Đăng bạ Hải quân vào ngày 1 tháng 3, 1960. Nó bị bán để tháo dỡ tại New Orleans, Louisiana vào ngày 29 tháng 9, 1960.

## Phần thưởng
Whale được tặng thưởng mười một Ngôi sao Chiến trận do thành tích phục vụ trong Thế Chiến II. Nó được ghi công đã đánh chìm chín tàu Nhật Bản với tổng tải trọng 57.716 tấn.
|  |                                         |  |
|  | Silver star · Silver star · Bronze star |  |

| Dãi băng Hoạt động Tác chiến  |                                                                          |                                      |
| Huân chương Chiến dịch Hoa Kỳ | Huân chương Chiến dịch Châu Á-Thái Bình Dương với 11 Ngôi sao Chiến trận | Huân chương Chiến thắng Thế Chiến II |